# Чемпіонат Європи з футболу 2008 (склади команд)/Румунія
Склад збірної Румунії на чемпіонаті Європи 2008
| №            | Гравець           | Клуб (у 2008)      | Дата народження   | Вік      | Ігор                        | Голів                       |                             |
| Воротарі     | Воротарі          | Воротарі           | Воротарі          | Воротарі | Воротарі                    | Воротарі                    | Воротарі                    |
| ------------ | ----------------- | ------------------ | ----------------- | -------- | --------------------------- | --------------------------- | --------------------------- |
| 1            | Богдан Лобонц     | Динамо (Бухарест)  | 18 січня 1978     | 30       | 63                          | 0                           |                             |
| 12           | Маріус Попа       | Тимішоара          | 31 липня 1978     | 29       | 2                           | 0                           |                             |
| 23           | Едуард Стенчою    | ЧФР Клуж           | 3 березня 1981    | 27       | 1                           | 0                           |                             |
| Захисники    |                   |                    |                   |          |                             |                             |                             |
| 2            | Космін Контра     | Хетафе             | 15 грудня 1975    | 32       | 63                          | 7                           |                             |
| 3            | Резван Рац        | Шахтар (Донецьк)   | 26 травня 1981    | 27       | 48                          | 1                           |                             |
| 4            | Габріель Тамаш    | Осер               | 9 листопада 1983  | 24       | 32                          | 2                           |                             |
| 5            | Крістіан Ківу (к) | Інтернаціонале     | 26 жовтня 1980    | 27       | 59                          | 3                           |                             |
| 6            | Мірел Редой       | Стяуа              | 22 березня 1981   | 27       | 43                          | 1                           |                             |
| 13           | Крістіан Сепунару | Рапід (Бухарест)   | 5 квітня 1984     | 24       | 1                           | 0                           |                             |
| 14           | Сорін Гіоня       | Стяуа              | 11 травня 1979    | 29       | 10                          | 1                           |                             |
| 15           | Дорін Гоян        | Стяуа              | 12 грудня 1980    | 27       | 19                          | 3                           |                             |
| 17           | Космін Моци       | Динамо (Бухарест)  | 3 грудня 1984     | 23       | 2                           | 0                           |                             |
| 22           | Штефан Раду       | Лаціо              | 22 жовтня 1986    | 21       | 8                           | 0                           |                             |
| Півзахисники |                   |                    |                   |          |                             |                             |                             |
| 7            | Флорентін Петре   | ЦСКА (Софія)       | 15 січня 1976     | 32       | 50                          | 5                           |                             |
| 8            | Паул Кодря        | Сієна              | 4 квітня 1981     | 27       | 33                          | 1                           |                             |
| 11           | Резван Кочиш      | Локомотив (Москва) | 19 лютого 1983    | 25       | 21                          | 1                           |                             |
| 16           | Бенель Ніколіце   | Стяуа              | 7 січня 1985      | 23       | 20                          | 1                           |                             |
| 19           | Адріан Кристя     | Динамо (Бухарест)  | 30 листопада 1983 | 24       | 6                           | 0                           |                             |
| 20           | Ніколае Діке      | Стяуа              | 9 травня 1980     | 28       | 25                          | 8                           |                             |
| Нападники    |                   |                    |                   |          |                             |                             |                             |
| 9            | Чипріан Маріка    | Штутгарт           | 2 жовтня 1985     | 22       | 24                          | 8                           |                             |
| 10           | Адріан Муту       | Фіорентина         | 8 січня 1979      | 29       | 61                          | 28                          |                             |
| 18           | Маріус Нікулає    | Інвернесс          | 16 травня 1981    | 27       | 30                          | 13                          |                             |
| 21           | Даніель Нікулає   | Осер               | 6 жовтня 1982     | 25       | 22                          | 5                           |                             |
| Румунія      | Віктор Піцурке    |                    | 8 травня 1956     | 52       | Середній вік гравців: 26,87 | Середній вік гравців: 26,87 | Середній вік гравців: 26,87 |
|              |                   |                    |                   |          |                             |                             |                             |

| Гравців національного чемпіонату: | Гравців національного чемпіонату:                       | 11   |
|                                   | Стяуа                                                   | 5    |
|                                   | Динамо (Бухарест)                                       | 3    |
|                                   | Рапід (Бухарест), Тимішоара, ЧФР Клуж                   | по 1 |
| Легіонерів:                       | Легіонерів:                                             | 12   |
|                                   | Італія                                                  | 4    |
|                                   | Франція                                                 | 2    |
|                                   | Болгарія, Іспанія, Німеччина, Росія, Україна, Шотландія | по 1 |